# Georg Salwe
Gersz Salwe, meglio noto come Georg Salwe (Varsavia, 12 dicembre 1862 – Łódź, 15 dicembre 1920), è stato uno scacchista polacco.
Nato in una famiglia ebraica a Varsavia (allora facente parte dell'Impero russo), imparò a giocare a scacchi molto presto ma partecipò a tornei solo verso i 30 anni.
Nel 1894 si trasferì a Łódź, rimanendovi per tutta la vita. 
Principali risultati:
- 1897 :  secondo nel primo campionato di Łódź;
- 1898 :  vince il campionato di Łódź;
- 1903 :  quarto a Kiev nel 3º campionato russo (vinto da Michail Čigorin);
- 1906 :  vince a San Pietroburgo il 4º campionato russo, davanti a Benjamin Blumenfeld e Akiba Rubinstein;
- 1906 :  6º-8º nel 15º Congresso tedesco di Norimberga, vinto da Frank Marshall;
- 1906 :  quinto nel torneo di Ostenda, vinto da Carl Schlechter;
- 1907 :  terzo-quarto a Łódź nel 5º campionato russo, dietro a Rubinstein e Simon Alapin;
- 1908 :  secondo a Düsseldorf (16º Congresso tedesco), dietro a Marshall;
- 1908 :  secondo a Varsavia, dietro ad Alapin;
- 1911 :  secondo-terzo con Alexander Flamberg a Varsavia (vinse Akiba Rubinstein);
- 1912 :  terzo a Lodz, dietro a Efim Bogoljubov e Flamberg;
- 1913 :  vince il torneo di Łódź;

Nel 1913/14 partecipò a San Pietroburgo al 10º campionato russo (l'ultimo dell'era zarista), classificandosi 10º-11º. Il torneo, detto "Campionato di tutte le Russie", fu vinto alla pari da Aleksandr Alechin e Aaron Nimzowitsch. In seguito Salwe abbandonò la scena agonistica, ma rimase attivo come organizzatore di tornei.
Salve fu editore della rivista di scacchi in yiddish Erste Yidishe Shahtsaytung (prima rivista ebraica di scacchi), il cui primo numerò uscì a Łódź in ottobre 1913. La rivista cessò le pubblicazioni l'anno successivo con l'inizio della prima guerra mondiale. 
Alcune partite notevoli:
- Georg Salwe - Akiba Rubinstein, Łódź 1903  – Difesa Siciliana B52
- Fedir Duz-Chotymyrs'kyj - Georg Salwe, Campionato russo 1903  – Spagnola aperta C80
- Michail Čigorin - Georg Salwe, San Pietroburgo 1905  – Difesa francese C11
- Georg Salwe - Siegbert Tarrasch, Norimberga 1906  – Difesa Semi-Tarrasch D40
- Georg Salwe - Carl Schlechter, Carlsbad 1911  – Nimzoindiana E59